# HMS Egret (1938)
HMS Egret (Корабль Его Величества «Эгрет») — британский шлюп типа «Эгрет». Построен незадолго перед Второй мировой войной, в ходе неё в основном привлекался к охране конвоев. 27 августа 1943 года потоплен немецкой управляемой авиабомбой Hs 293, став тем самым первым кораблём, потопленным управляемыми авиабомбами.

## Конструкция

### Главные размерения
- Стандартное водоизмещение: 1250 дл. тонн[2].
- Полное водоизмещение: 1768 дл. тонн[2];
- Длина между перпендикулярами: 84,1 метра[2];
- Длина наибольшая: 89,2 метра[2]
- Ширина: 11,4 метров[2];
- Осадка: 3,4 метра[2].

### Вооружение
«Эгрет» вошёл в строй, имея следующее вооружение:
- четыре спаренных 102-мм орудийных установки Mk. XIX (боекомплект 250 выстрелов на ствол)
- счетверённый 12,7-мм пулемёт «Виккерс» Mk. III на лафете Mk. II (2500 патронов на ствол)
- четыре 7,7-мм пулемёта «Льюис» (2500 патронов на каждый)
- две 47-мм салютные пушки Mk. II

Противолодочное вооружение соответствовало таковому у ранее построенного шлюпа «Биттерн», однако гидролокатор тип 124 был заменён на тип 127:
- два штоковых бомбомёта;
- два бомбосбрасывателя;
- 40 глубинных бомб.

В 1939 году был добавлен второй счетверённый 12,7-мм пулемёт, позднее — один 40-мм «пом-пом». В мае 1942 года «пом-пом» демонтировали, после чего установили два 20-мм «эрликона». В июне 1943 года шлюп получил реактивный бомбомёт «Хеджхог».

### Энергетическая установка
Движение корабля обеспечивали два турбозубчатых агрегата системы Парсонса, работавших на два гребных винта. Энергетическая установка развивала мощность в 3600 л. с. (2648 кВт), обеспечивая максимальную скорость хода 19,5 узла (36,1 км/ч). Пар для турбин производили два водотрубных котла.

### Запасы топлива
Запас топлива — 395 т, что позволяло пройти экономическим 10-узловым ходом 5985 морских миль. Расход топлива — 0,66 тонны в час.

### Экипаж
Экипаж шлюпа включал 156 (в мирное время 125) офицеров, старшин и матросов.

## Строительство
Построен на верфи фирмы «J. Samuel White» в Каусе, остров Уайт. Строительство начато 27 июля 1937 года. Спущен на воду 31 мая 1938 года. Вступил в строй 10 ноября 1938 года.

## Служба
31 января 1939 года «Эгрет» прибыл на Красное море, служил флагманским кораблём британских сил в этом регионе. После начала Второй мировой войны вошёл в состав Ост-Индской станции, участвовал в патрулировании с целью перехвата немецких судов. В ноябре—декабре 1939 года совершил переход в метрополию вокруг Африки.
4 января 1940 года «Эгрет» столкнулся с судном «Си Вэйлор», после чего ремонтировался в Кардиффе. Завершив ремонт, вошёл в состав Эскортных сил Розайта, участвовал в проводке конвоев у восточного побережья Британии.
С февраля по июнь 1941 года «Эгрет» участвовал в эскортных операциях в Северной Атлантике. В это время шлюп базировался на Лондондерри. В июле 1941 года шлюп прошёл ремонт в Лондоне, после чего вошёл в состав 44-й эскортной группы, действовавшей на линии метрополия — Фритаун.
2 января 1942 года «Эргет» сел на мель в Батерсте. С 22 мая по 24 июля ремонтировался в Тайне, после чего вернулся к эскортной службе на линии метрополия — Фритаун. В октябре участвовал в операции «Торч», затем до апреля 1943 года эскортировал конвои у берегов Северной Африки. До 6 июля 1943 года стоял на ремонте, затем вошёл в состав 10-й эскортной группы (Лондондерри). В августе 1943 года приступил к противолодочному патрулированию в Бискайском заливе.

### Гибель шлюпа
27 августа 1943 года шлюп «Эгрет» был потоплен северо-западнее мыса Ортегаль немецкой управляемой авиабомбой Hs 293, сброшенной с бомбардировщика Do-217. Это был второй случай применения такого оружия и первый случай потопления им. Канадский эсминец «Атабаскан», также получивший повреждения, спас 35 выживших моряков с «Эгрета», погибли 194 человека.